# Boura, Djibouti
Boura är en bergskedja i Djibouti.   Den ligger i regionen Ali Sabieh, i den södra delen av landet, 60 km sydväst om huvudstaden Djibouti.